# Ridderorden in Ivoorkust
Na de onafhankelijkheid van Frankrijk in 1960 heeft de Republiek Ivoorkust een aantal ridderorden, meestal naar Frans model, ingesteld.Voor de onafhankelijkheid werden de inwoners vooral met een Franse koloniale orde onderscheiden.
- De Orde van de Zwarte Ster (Frans:"Ordre de l’Étoile Noire") 1892

Deze Orde van de Zwarte Ster was van 1895 tot 1950 een Franse koloniale ridderorde. De Orde werd in heel Frans West-Afrika verleend.
De orde werd in 1950 een "Franse Overzeese Orde" (Ordre de la France d' Outre-mer).Bij de onafhankelijkheid van de West-Afrikaanse koloniën in 1960 werd de orde Frans en zij werd in Frankrijk en daarbuiten tot 1963 verleend.
Na 1963 werden de volgende orden ingesteld:
- De Nationale Orde
- De Orde van Verdienste

In navolging van Frankrijk werd er een aantal Ministeriële Orden met drie graden ingesteld.
- De Orde van de Volksgezondheid
- De Orde van Verdienste voor de Sport
- De Orde van Verdienste voor de Mijnbouw
- De Orde van de Ram
- De Orde van Verdienste voor de Landbouw
- De Nationale Orde van Verdienste voor het Onderwijs
- De Orde van Verdienste voor de Defensie (Juni 2005)
- De Orde van de Publieke Diensten
- De Orde van Maritieme Verdienste
- De Orde van Culturele Verdienste
- De Orde van Verdienste voor Post en Communicatie